# Litchfield (Minnesota)
Litchfield és una població dels Estats Units a l'estat de Minnesota. Segons el cens del 2000 tenia 6.562 habitants.

## Demografia
Segons el cens del 2000, Litchfield tenia 6.562 habitants, 2.624 habitatges, i 1.653 famílies. La densitat de població era de 675,6 habitants per km².
Dels 2.624 habitatges en un 31,6% hi vivien nens de menys de 18 anys, en un 50,7% hi vivien parelles casades, en un 9,3% dones solteres, i en un 37% no eren unitats familiars. En el 32,1% dels habitatges hi vivien persones soles el 18,2% de les quals corresponia a persones de 65 anys o més que vivien soles. El nombre mitjà de persones vivint en cada habitatge era de 2,38 i el nombre mitjà de persones que vivien en cada família era de 3,02.
Per edats la població es repartia de la següent manera: un 25,1% tenia menys de 18 anys, un 8,4% entre 18 i 24, un 25,5% entre 25 i 44, un 20,3% de 45 a 60 i un 20,6% 65 anys o més.
L'edat mediana era de 38 anys. Per cada 100 dones de 18 o més anys hi havia 88,2 homes.
La renda mediana per habitatge era de 36.021 $ i la renda mediana per família de 45.233 $. Els homes tenien una renda mediana de 33.578 $ mentre que les dones 21.952 $. La renda per capita de la població era de 19.819 $. Entorn del 4,2% de les famílies i el 7,8% de la població estaven per davall del llindar de pobresa.

## Poblacions més properes
El següent diagrama mostra les poblacions més properes.

## Personatges il·lustres
- Gale Sondergaard. Actriu.